# Legia Podchorążych
Legia Podchorążych – polska formacja wojskowa Wojska Polskiego na Wschodzie w okresie I wojny światowej.
Po zamknięciu przez bolszewików  rosyjskich szkół oficerskich (junkierskich),  Naczelny Polski Komitet Wojskowy sformował w styczniu 1918 przy 1 Dywizji Strzelców Polskich Legię Podchorążych.
Na dowódcę legii wyznaczony został płk Andrzej Tupalski, a na instruktorów m.in. ppłk sztabu generalnego Hurstel, kpt. Bolesław Jatelnicki i oficerowie francuscy będący wcześniej instruktorami przy rosyjskim Froncie Zachodnim.

## Zasady Legii
- Legia Podchorążych jest oddzielną jednostką wojskową  I  Korpusu Polskiego.
- Legia składa się ze wszystkich rodzajów broni (piechota, artyleria, jazda, inżynieria).
- Program zajęć w "Legii" będzie dostosowany do szkół wojskowych i opracowany przez polskie władze wojskowe
- NPKW podejmie kroki, aby po ukończeniu kursu, członkowie legii mogli być awansowani na oficerów formacji polskich

Komisja Organizacyjna Legii Podchorążych wydała odezwę do wszystkich junkrów Polaków w szkołach rosyjskich zachęcając ich do wstępowania w jej szeregi i podając warunki nauki.